# Kulanu

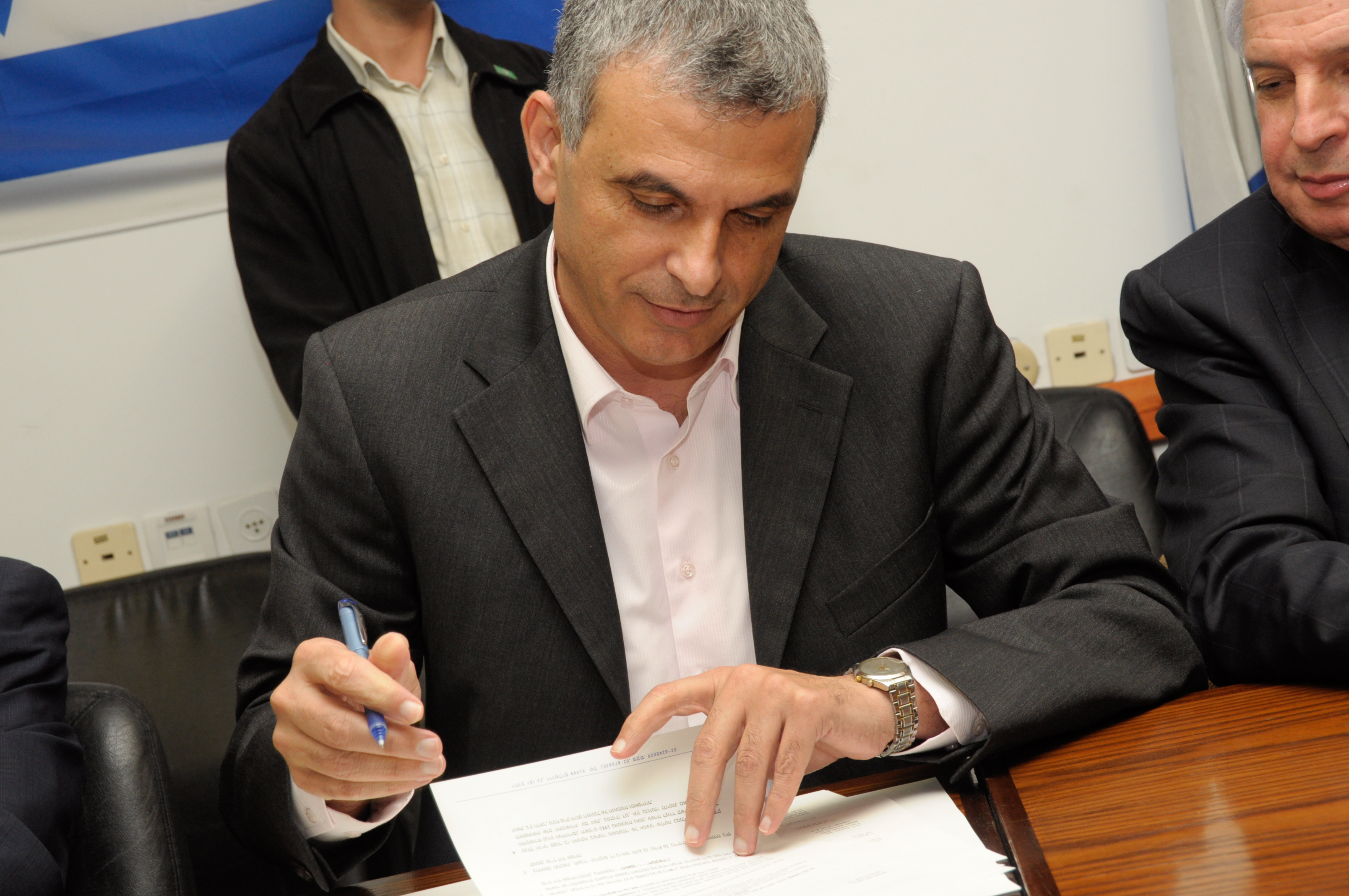
Partijleider Moshe Kahlon

Kulanu (uitgesproken als koelanoe), ook wel aangeduid als Koolanu, Hebreeuws: כולנו ('ons allemaal'), is een Israëlische politieke partij, opgericht op 27 november 2014 door Moshe Kahlon, die voor Likoed in de Knesset zat en onder meer minister van Communicatie is geweest. De partij positioneert zichzelf in het politieke midden tot enigszins rechts daarvan en richt zich met name op sociaal-economische onderwerpen. Zo streeft Kulanu naar economische nivellering en heeft daarbij vooral de belangen van de midden- alsook wel de arbeidersklasse op het oog. De partij staat lichtjes positief tegenover de vorming van een zelfstandige Palestijnse staat. 

## 20e Knesset
Bij de verkiezingen van 2015 voor de 20e Knesset behaalde de partij tien zetels en is daarmee de vijfde partij van het land geworden.
Verkozenen:
1. Moshe Kahlon,[1] partijleider
2. Eli Alaluf, voormalig hoofd van de Israëlische anti-armoedecommissie
3. Rachel Azaria, feministe en wethouder van Jeruzalem
4. Meirav Ben-Ari, advocate en lid van de gemeenteraad van Tel Aviv
5. Eli Cohen, accountant en vicevoorzitter van de Israëlische Landontwikkelingsmaatschappij
6. Roy Folkman, voormalig adviseur van Nir Barkat, burgemeester van Jeruzalem
7. Yoav Galant, voormalig generaal-majoor (voormalig hoofd van het zuidelijk commando)
8. Michael Oren, voormalig ambassadeur in de VS
9. Tali Ploskov, burgemeester van Arad, afkomstig uit Jisrael Beeténoe
10. Yifat Sasha-Biton, onderwijskundige en voormalig wethouder van Kirjat Sjmona

## Kabinet-Netanyahu IV
Kulanu neemt deel aan het kabinet-Netanyahu IV en heeft daaraan de volgende drie ministers geleverd:
- Moshe Kahlon, minister van Financiën (niet meer in de Knesset)
- Avi Gabai, minister van Milieubescherming (niet in de Knesset)
- Yoav Galant, minister van Woningbouw